# Абемама

Флаг Абемама

Абемама (англ. Abemama Atoll) — атолл в архипелаге Гилберта, в составе Республики Кирибати. Известен во многом благодаря тому, что здесь 27 мая 1892 года была составлена капитаном корабля «Роялист» Дэвисом «Декларация Британского протектората над островами Гилберта». В течение короткого времени здесь также проживал писатель Роберт Льюис Стивенсон.

## География
Атолл Абемама расположен в центральной части островов Гилберта. Омывается водами Тихого океана. В 25 км к юго-западу расположен остров Аранука, в 43 км к юго-западу — Куриа. Ближайший материк, Австралия, находится в 3500 км.
Как и другие острова архипелага, Абемама имеет коралловое происхождение и представляет собой атолл. Состоит из множества небольших островков, или моту, скопившихся в северной и восточной частях. В центре расположена лагуна, в двух местах соединённая с океаническими водами проливами. Площадь сухопутной части Абемама составляет 28 км².
Остров покрыт густыми зарослями типичной для атоллов растительности. Широко распространены кокосовые пальмы.
Климат на Абемама тропический. Время от времени случаются засухи.

## История
Согласно мифологическим представлениям коренных жителей атолла, народа кирибати, остров был создан богом Нареау.
Европейским первооткрывателем Абемама стал британский капитан Чарльз Бишоп, который открыл остров в 1799 году и назвал его «островом Роджера Симпсона» (англ. Roger Simpson Island), в честь одного из своих товарищей. Тем не менее длительное время Абемама не вызывал особого интереса у европейцев.
В 1851 году на острове была учреждена абсолютная монархия во главе с вождём Тем Баитеке (кириб. Tem Baiteke), который также контролировал соседние острова Аранука и Куриа. Установив полный контроль над своими подчинёнными, он вёл активную торговлю кокосовым маслом и копрой с европейскими торговцами, однако сильно противился любому появлению на островах европейских поселенцев, в том числе миссионеров. Только в 1873 году было получено разрешение на поселение нескольких миссионеров. В 1889 году на Абемама, уже при новом вожде Тем Бинока, поселился известный шотландский писатель Роберт Льюис Стивенсон, который вместе со своей женой сразу же придумали для острова флаг (на нём была изображена акула с короной), который по понятным причинам никогда не использовался.
27 мая 1892 года над Абемама, как и другими островами в архипелаге Гилберта, был установлен британский протекторат. С появлением на острове представителей колониального правительства были прекращены гражданские войны, создана структура власти, стали защищаться интересы иностранцев, которые поселились на Абемама. Кроме того, был дан толчок для развития образования и здравоохранения.
В 1911 году остров был объявлен британской колонией. С 1942 по 1943 года Абемама был занят японскими, а затем американскими войсками, которые создали на нём военную базу. С окончанием Второй мировой войны остров являлся одним из главных кандидатов на получение статуса столицы британской колонии Острова Гилберта и Эллис, однако в 1947 году выбор был сделан в пользу атолла Тарава.

## Население
| 1931  | 1947  | 1963  | 1968  | 1973  | 1978  | 1985  | 1990  | 1995  | 2000  | 2005  | 2010  | 2015  | 2015  | 2020  |
| ----- | ----- | ----- | ----- | ----- | ----- | ----- | ----- | ----- | ----- | ----- | ----- | ----- | ----- | ----- |
| 893   | ↗1174 | ↗2060 | ↗2126 | ↗2300 | ↗2411 | ↗2966 | ↗3218 | ↗3442 | ↘3142 | ↗3404 | ↘3213 | ↗3300 | ↘3262 | ↘3255 |
| 2020  |       |       |       |       |       |       |       |       |       |       |       |       |       |       |
| ↗3257 |       |       |       |       |       |       |       |       |       |       |       |       |       |       |

Согласно переписи населения 2005 года, на Абемама проживало 3404 человека (рост по сравнению с 2000 годом составил 262 человека, по сравнению с 1985 годом — 438 человек), распределённые по 12 населённым пунктам, крупнейшим из которых была деревня Табианг (кириб. Tabiang), с численностью населения в 591 человек. Плотность населения на острове в 2005 году составила 124 человека на км².
| Поселение        | Английское название | Численность населения, чел. (2005) | Численность населения, чел. (2010) |
| ---------------- | ------------------- | ---------------------------------- | ---------------------------------- |
| Абатику          | Abatiku             | 191                                | 150                                |
| Банготантекабаиа | Bangotantekabaia    | 336                                | 79                                 |
| Баретоа          | Baretoa             | 310                                | 387                                |
| Биике            | Biike               | 17                                 | 13                                 |
| Кабангаки        | Kabangaki           | 363                                | 474                                |
| Кариатебике      | Kariatebike         | 140                                | 505                                |
| Каума            | Kauma               | 172                                | 74                                 |
| Маноку           | Manoku              | 247                                | 170                                |
| Табианг          | Tabiang             | 591                                | 487                                |
| Табонтебике      | Tabontebike         | 305                                | 380                                |
| Танимаинику      | Tanimainiku         |                                    | 250                                |
| Тебанга          | Tebanga             | 246                                | 62                                 |
| Текатирираке     | Tekatirirake        | 486                                | 182                                |
| Всего            | Total               | 3404                               | 3213                               |